# Operatie Chariot
Operatie Chariot, ook wel de Raid op Saint-Nazaire genoemd, was een Britse aanval tijdens de Tweede Wereldoorlog op de zwaar verdedigde dokken in de haven van Saint-Nazaire in het door de Duitsers bezette deel van Frankrijk, in de nacht van 28 maart 1942. De militaire operatie werd ondersteund door de Royal Air Force, de Royal Navy en commando-eenheden onder leiding van Louis Mountbattens Combined Operations Headquarters.

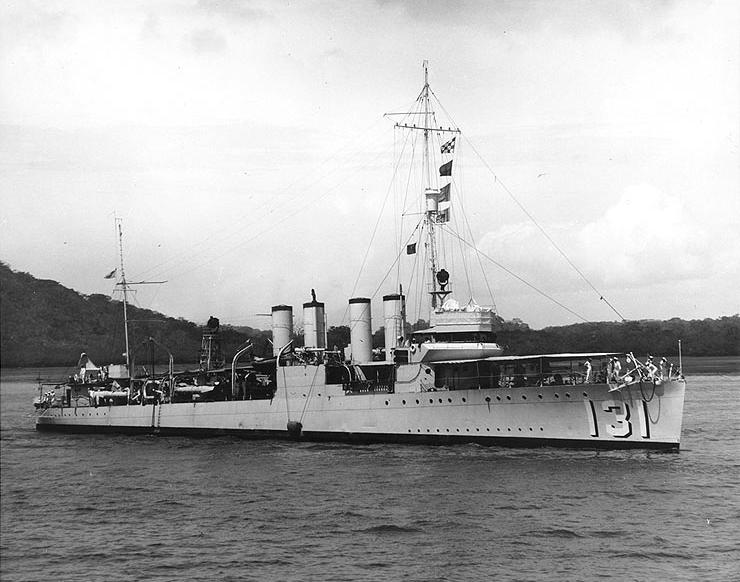
De voormalige USS Buchanan (DD-131) uit 1919. Zij werd omgedoopt tot HMS Campbeltown

## HMS Campbeltown
De verouderde torpedobootjager HMS Campbeltown onder bevel van luitenant-ter-zee Stephen Halden Beattie en vergezeld door 18 lichte motorsnelboten, ramde in Saint-Nazaire de caissonsluisdeur van het Normandie-droogdok en werd uren later opgeblazen, terwijl ze vast lag op de sluisdeur in het droogdok. De commando's landden in de dokken en vernietigden verschillende dokconstructies. In totaal werden 169 Britse commando's gedood en 215 krijgsgevangen genomen: 22 commando's ontsnapten terug naar Groot-Brittannië in de motortorpedoboten (MTB's) en vijf man ontsnapten via Spanje terug naar Engeland. Aan Duitse zijde vielen 360 doden en 127 gewonden. Deze Duitse doden en gewonden waren niet alleen gevallen in de strijd, maar ook door de explosie van de ondermijnde HMS Campbeltown in het droogdok, die rond de middag van 28 maart ontplofte. Ook werden ongeveer 300 Franse havenarbeiders als vergelding doodgeschoten, evenals hun eigen mensen van Organisation Todt.

### Resultaat
Het verlies van het droogdok van Saint-Nazaire belemmerde de eventuele herstelling van zware Duitse oorlogsbodems. Hier konden de slagschepen Tirpitz, Gneisenau, Scharnhorst en andere grote oorlogsschepen in afmeren voor herstel.
Vijf Victoria Crosses werden aan de mannen uitgereikt die deelnamen aan deze raid, die werd genoemd The Greatest Raid of All.

## Normandiedok-Droogdok

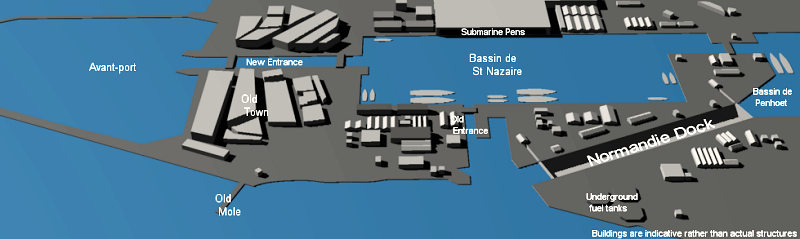
Grondplan van de haven van Saint-Nazaire in 1942. Links de Avant-Port met de Zuidsluis. Onder is de in- en uitgang van het Normandie-Droogdok en de Oude Ingang met de Oude Pier

Het droogdok werd gebouwd tussen 1928 en 1935 voor het toenmalige Franse passagiersschip SS Normandie, waarnaar het ook wel het "Normandiedok" genoemd werd. Het dok was 350 meter lang en 50 meter breed; aan de ene kant kwam het uit in het Penhoëtdok en aan de andere zijde gaf het toegang tot de Loire-zeezijde. Het sluisdok bevatte caissonsluisdeuren, samengestelde constructies van stalen holtegeleiderschachten die elk 51 meter lang en 11 meter breed waren.
Er waren verscheidene redenen voor deze aanval. Het hoofddoel was de Forme Ecluse Louis Joubert, toentertijd het grootste droogdok ter wereld en het enige dok aan deze zijde van de Atlantische Oceaan waarin het grootste slagschip Tirpitz van de Kriegsmarine terechtkon om herstellingen te laten uitvoeren. De Britten drongen aan op een marine- en commandoaanval, uit vrees dat het slagschip Tirpitz, dat een bedreiging vormde voor de Britse kust en scheepvaart, overgebracht zou worden naar Saint-Nazaire.
Naast het droogdok was de ingesloten haven met een nieuwe onderzeebootbasis een doel, gebouwd door Organisation Todt, met 14 enorme onderzeebootbunkers, met aan de overzijde nog één onderzeebootbunker waarin nu de museum-onderzeeboot Espadon gemeerd ligt (dit is een voormalige Franse onderzeeër, die men kan bezoeken). Dit alles was met de zee verbonden via twee in- en uitgangen die beiden werden bediend met sluissystemen, een oostelijke toegang naar het Normandie-dok en een zuidelijke toegang met de Nieuwe Ingangsluis, naar de Avant-Port (Voorhaven) uit 1907.

### Duitse kust- en havenverdediging
De Duitse kust- en havenverdediging te Saint-Nazaire werd voorzien als tweede verdedigingslinie in het westelijke gedeelte van Frankrijk, na die van Brest. Aan beide zeezijden van de heenweg werden kustversterkingen aangebracht, die bemand werden door het 280ste Kriegsmarine-artilleriebataljon onder bevel van Edo Dieckmann en het 22ste Kriegsmarine Flakbataljon onder bevel van C. C. Mecke.
De verdedigingswerken aan de noordkant waren uitgerust met vier 15 cm houwitsers, vier 17 cm kanonnen en vier 7,5 cm kanonnen te Pointe de Chémoulin, ten zuidwesten van Saint-Nazaire, en vier 8,8 cm kanonnen en tien 20 mm of 40 mm kanonnen te Villès Martin, dicht bij Saint-Nazaire. Verderop in La Baule-Escoublac waren 10,5 cm kanonnen aanwezig en twee 24 cm spoorwegkanonnen opgesteld. Over de zeearm vanaf Saint-Nazaire stonden weer vier 7,5 cm kanonnen opgesteld in Saint-Gildas-des-Bois, een ander viertal kanonnen waren in Le Pointeau en tien 20 mm kanonnen te Mindin aanwezig.
In het havengebied stonden dertig 20 mm kanonnen verspreid, met daar rondom vijftien 40 mm kanonnen en een flakschip, de Sperrbrecher 137, dat net buiten de haven lag. Daarnaast was in de stad zwaar luchtafweergeschut opgesteld. Radarstations waren operationeel in Le Croisic en te Saint-Marc-sur-Mer en op alle Duitse posities stonden grote zoeklichten. Circa duizend man in Saint-Nazaire moesten dit alles verdedigen en bewaken en daarnaast waren nog eens zo'n vijfduizend man aan militair personeel in de stad aanwezig. Naast de onderzeeboten had de Kriegsmarinesterkte in Saint-Nazaire dan ook nog tien mijnenvegers, vier torpedoboten en de geduchte E-boote of ook S-boote (Schnellboote).

### Brits plan
De Britse torpedojager HMS Campbeltown was een verouderd Amerikaans oorlogsschip, de voormalige USS Buchanan (DD-131), dat overgebracht werd naar de Britten in het begin van de oorlog, als deel van de Amerikaans-Britse Torpedobootjagersoverdrachtovereenkomst. De Campbeltown werd in twaalf dagen tijd verbouwd zodat ze leek op een Duitse Möwe-klasse-torpedobootjager, alhoewel de gelijkenis verre van perfect was. Onder andere werd de bewapening verminderd tot enkele QF 12-pounder (76 mm) kanonnen en acht 20 mm Oerlikon-snelvuurkanonnen. Twee schoorsteenpijpen werden ingekort, twee andere werden verwijderd en vóór het stuurhuis extra bepantsering aangebracht om de brugbemanning beter te beschermen. Benedendeks werden explosieven geplaatst, net achter het 'A'-kanon: 24 Mark VII dieptebomladingen, ingesloten in stalen tanks en betonnen omhulsels. Elke dieptebom bevatte 132 kg amatol zodat er in totaal 3,14 ton aan explosieven in het schip lagen.
De torpedobootjager zou de sluisdeur van het droogdok rammen, waarna de bemanning hem zou verlaten en het schip uren later zou ontploffen in het droogdok. De Campbeltown stond onder bevel van luitenant-ter-zee Stephen Halden Beattie en de bemanning werd gehalveerd tot 75 matrozen. De Campbeltown werd vergezeld door motorsnelboten (ML's, Motor Launches), de motortorpedoboot MTB 74 en de motorkanonneerboot MGB 314. Verder voerden nog twee torpedojagers mee, HMS Atherstone en HMS Tynedale, beide van de Hunt-klasse.
Aan de actie namen ook 611 commando's deel. De marinebevelhebber was kapitein-luitenant Robert E. D. Ryder en de commando's werden geleid door luitenant-kolonel August C. Newman. De commando's werden ingedeeld in drie afzonderlijke groepen: twee op de motorsnelboten en één op HMS Campbeltown. De commandogroepen werden verder gesplitst in aanvals-, vernielings- en beschermingsteams. De vernielingsteams hadden elk zo'n 30 à 40 kg springstof mee, evenals ontstekers, voorhamers, sloophamers en bijlen, en waren enkel gewapend met pistolen. De beschermingsteams waren bewapend waren met Thompsonmachinegeweren, handgranaten en stenguns. Zij moesten hun kameraden beschermen en verdedigen terwijl die de vernielingstaken uitvoerden.
Luchtsteun werd gegeven door RAF Bomber Command, maar dit verminderde het aantal beschikbare vliegtuigen verschillende keren zodat uiteindelijk 35 Armstrong Whitworth Whitley-bommenwerpers en 25 Vickers Wellington-bommenwerpers beschikbaar waren. Hun doeltreffendheid werd verder nog eens beperkt door de opdracht van Churchill dat het aantal Franse burgerslachtoffers minimaal moest zijn. Dit luchtbombardement door de RAF was ook bedoeld als afleidingsmanoeuvre, om de Duitsers te laten denken dat het alleen maar om een luchtaanval zou gaan en hen geen vermoeden te geven dat er een grote scheeps- en commandoaanval vanuit zee aankwam.

## Raid op Saint-Nazaire
De militaire strijdmacht die voor de raid uitgekozen was, bestond uit Number 2 Commando, geleid door luitenant-kolonel A. C. Newman en 8 vernielingsploegen, samengesteld uit manschappen van de Commando's Number 1, 2, 3, 4, 5, 9 en 12. Ze werden voor hun taak opgeleid door kapitein Pritchard. De planning begon ongeveer in februari 1942 die natuurlijk de grootst mogelijke geheimhouding vereiste. De Commando's werden samengesteld alsof ze een bepaalde opleidingstraining moesten ondergaan en werden aan boord van de Princess Josephine Charlotte in Falmouth in Cornwall samengebracht. Uiteindelijk vertrok de strijdmacht op 26 maart 1942 om 14.00 uur uit Falmouth en voerden in drie colonnes met een snelheid van 14 knopen (26 km/h), richting de Zuid-Bretonse kust voor de aanvang van Operatie Chariot.
Op 27 maart, de tweede dag van de uitreis werd een Duitse U-boot, de U-593 waargenomen. HMS Tynedale opende het vuur en wierp dieptebommen af op de ondertussen ondergedoken onderzeeboot. De expeditie liep toen haar koers aan naar La Pallice, maar dat nam niet weg dat commander Ryder dacht dat de U-boot hun positie zou hebben doorgeseind zodat hij genoodzaakt was om terug te keren en de operatie af te blazen. Maar later bleek dat de U-boot alleen de torpedojagers had opgemerkt en waarschijnlijk niet de laag op het water liggende ML's had gezien. Even later werden een paar Franse vissersboten opgemerkt en één ervan, de Le Slack werd gepraaid. Hoewel er niets verdachts werd opgemerkt aan boord, werden de Franse vissers overgebracht naar HMS Atherstone. Het werd avond en omstreeks 20.00 uur stopte de strijdmacht die op dat moment nog niet ontdekt was. De hoofdkwartierstaf stapten over op de MGB 314.
Om 22.00 uur werd recht voor hen een licht gezien van de Britse onderzeeër HMS Sturgeon, die als navigatiebaken dienstdeed. De Britse strijdmacht hees de Duitse vlag in haar masttop en begonnen de brede rivier, de Loire op te varen met voorop de MGB 314. Daarachter voer HMS Campbeltown en daarachter 14 ML's in twee colonnes met als hekkensluiter de motortorpedoboot MTB 74. Ondertussen bombardeerden de RAF de Duitse stellingen in de havendokken van Saint-Nazaire. De expeditie voer zonder noemenswaardige hindernissen door de verraderlijke moddervlakten aan de monding van de Loire. De Campbeltown en zijn escorte gebruikten het springtij om over de zandbanken te laveren. De strijdmacht werd voor het eerst opgemerkt door de vijand om 01.15 uur, door het maanlicht en toen om 01.22 uur opeens Duitse zoeklichten vanuit de beide waloevers aanflitsten, werd de strijdmacht aangeroepen. Toen waren ze nog iets meer dan 1,5 zeemijl (2,8 km) van hun doel verwijderd.
De officier van de verbindingsdienst Pike, die zich als Duits onderofficier had vermomd, seinde terug en gaf het oproepteken van een Duitse torpedojager, dat de Britten met Enigma hadden gedecodeerd na de Operatie Archery in Noorwegen. Hij verzocht de kustbatterijen te wachten en voegde er in duidelijke taal aan toe dat twee vaartuigen, die door gevechten averij hadden opgelopen, toestemming vroegen om onmiddellijk door te varen naar de haven. De paar kanonnen die al waren gaan vuren, zwegen, maar op de noordelijke oever bleven ze doorschieten. De MGB 314 gaf toen het internationale teken voor schepen die aangevallen werden door de eigen strijdkrachten.
Met die listen won de Britse strijdmacht ruim vijf minuten en toen de Duitsers het door hadden en om 01.28 uur in ernst begonnen te vuren, was HMS Campbeltown al voorbij de zware kustbatterijen gevaren en was nu iets minder dan een zeemijl van het havendok verwijderd. De oude torpedojager streek de Duitse vlag en hees de Britse oorlogsvlag (White Ensign - de witte vlag met rode kruis en de Union Jack (zie Britse vaandels) in de bovenhoek) in top, net zoals ten tijde van de kaapvaart. Tegelijkertijd opende hij het vuur en een Duits wachtschip, dat herhaaldelijk getroffen werd aan beide zijden, verdween in de golven. Het vuur van de Britse strijdmacht was dekkend zodat na drie minuten het Duitse kanonvuur begon af te nemen. "Het was een triomf !" verklaarde commandant Ryder, "...voor de artilleristen van de Campbeltown en de andere schepen !" De kleine Britse vloot voer langs de Oude Pier met de vuurtoren, waarop twee luchtafweergeschutposten stonden.

### Rammen van het dok

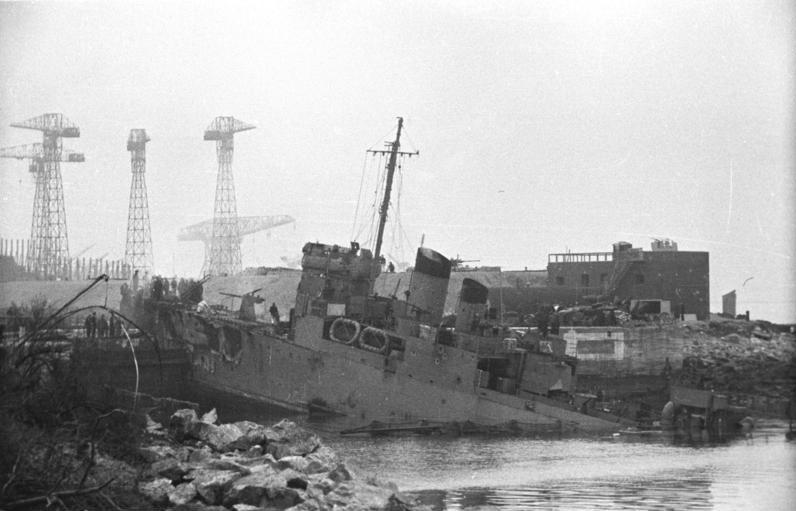
HMS Campbeltown in het dok

Toen HMS Campbeltown omstreeks 01.27 uur op 28 maart 1942 al voorbij de zware Duitse kustbatterijen was gevaren kon niets de oude torpedobootjager nog tegenhouden en omstreeks 01.34 uur ramde hij met een snelheid van zo'n 19 à 20 knopen (35 à 37 km/h) door de caissonsluisdeur van het droogdok. Met een daverende slag boorde de boeg van de torpedojager door de deur van het droogdok, die plaats kon bieden aan de grootste Duitse slagschepen. De Campbeltown schoot door zijn snelheid, en nog eens door het binnenstromende getijdewater, verder tot de helft van het droogdok, zonder zijn boeg weliswaar die 12 meter werd ingekort door de enorme klap, juist net voor de opgeborgen springladingen. De caissonsluisdeur plooide door en vloog uit de hengsels en brak de bedieningsarmen mede af uit de sluismuur. De Campbeltown sleepte de caissonsluisdeur onder zich mee zodat de jager in een achteroverhellende positie stil kwam te liggen, doordat de nu nog bijna 50 meter brede sluisdeur zich vastschoorde tegen de beide muren in het droogdok, die al voordien met dokwater gevuld was. Dit was een van de voornaamste doelen, nog vooraleer de commando's voet aan wal hadden gezet vanaf de gestrande oude torpedojager. De boordkranen werden onder in het schip opengedraaid, zodat de Campbeltown met zijn achterschip verder wegzakte in het dok.

### Gevechten
De 17 kleinere ML-boten kwamen 4 minuten na het rammen aangesneld, maar 8 van deze ML's werden echter vernietigd in het kanaal. Ondertussen landde de motorkanonneerboot MTB 74 nabij de Oude Ingang (Vieux Entrée) waar de draaibrug zich bevond en schoot twee torpedo's met vertraagd ontstekingsmechanisme door de doorgangsgeul van de Oude Ingang. De torpedo's kwamen in het Bassin de Saint-Nazaire terecht waar ze later zouden ontploffen. Van hieruit werd ook de commandoaanval gelanceerd. Aanvalsgroepen en vernielingsploegen renden weg over de kaden om hun taken uit te voeren. In het algemeen was overste Newman van plan een bruggenhoofd te vormen en de omgeving van het droogdok van de rest van de stad te isoleren. Een groep onder leiding van sergeant-majoor Moss had opdracht gekregen deze plaats te bezetten die Newman had uitgekozen. De motorsloep van Moss en zijn groep werd echter tot zinken gebracht. Sergeant-majoor Moss begon naar de wal te zwemmen, waar hij een reddingsvlot met een aantal mannen erop achter zich voorttrok, maar er kwam een eind aan die dappere poging toen een zoeklicht aanging en de hele groep door mitrailleurvuur werd gedood. Toen kolonel Newman en de acht man van zijn groep van hun MGB 314 aan wal stapten, hadden ze geen notie van de tragedie van Moss en zijn mannen. Hij zei later: "Brokstukken, rook, vonken en vlammen waren de oorzaak dat men vrijwel niets kon zien !" Een Duitser werd gevangengenomen en hij hoorde van hem dat het gebouw, waarin Newman zijn hoofdkwartier wilde vestigen, toevallig ook een Duits hoofdkwartier was. Hij gaf zijn gevangene opdracht om tegen zijn kameraden te zeggen dat ze zich moesten overgeven, maar op dat moment schoten die kameraden naar de Britse commando's die dekking moesten zoeken. Ondertussen pikten ML's overlevenden uit het water op, legden een rookgordijn en verdwenen, met achterlating van zo'n honderdtal commando's in de dokken. De MGB 314 overleefde de beschietingen en was de laatste die de Oude Pier verliet, haar dekken vol gewonde manschappen die ze uit het water hadden opgepikt. Op deze boot bevonden twee matrozen, William Alfred Savage en Frank Smith die zich verweerden met het boordgeschut, doch Savage werd dodelijk getroffen.
Twee Duitse vaartuigen die in de binnenste sluiskolk lagen en twee kanonnen op het dak van de U-bootbunker en een batterij op de zuidelijke rivieroever, begonnen eveneens te vuren zodat het kleine Britse hoofdkwartier onder zware beschieting kwam te liggen. Sergeant-majoor Haines en een deel van kapitein Hoopers Special Task Force, die tot taak hadden de twee kanonnen tussen de Oude Pier en de Oude Ingang te vernietigen, kwamen naderbij. Men opende het vuur met een 5-cm mortier en slaagden erin de kanonnen op het U-bootbunkerdak voorlopig tot zwijgen te brengen. Een van de vernielingsploegen, onder bevel van tweede-luitenant Pennington (Number 4 Commando), slaagde er echter niet in aan land te komen. Maar dat nam niet weg dat de andere groepen geen tijd verloren lieten gaan tijdens hun vernielingswerk. Luitenant Stuart Chant (Commando 5) werd, toen hij nog aan boord was van de Campbeltown, getroffen in zijn rechterarm en linkerbeen door granaatscherven. Hij en zijn mannen klommen met ladders langs de boeg omlaag en klommen over de bijna platliggende sluisdeuren, waarop de Campbeltown vast lag, naar de droogdokkade, en renden naar het bedieningspomphuis van het droogdok.

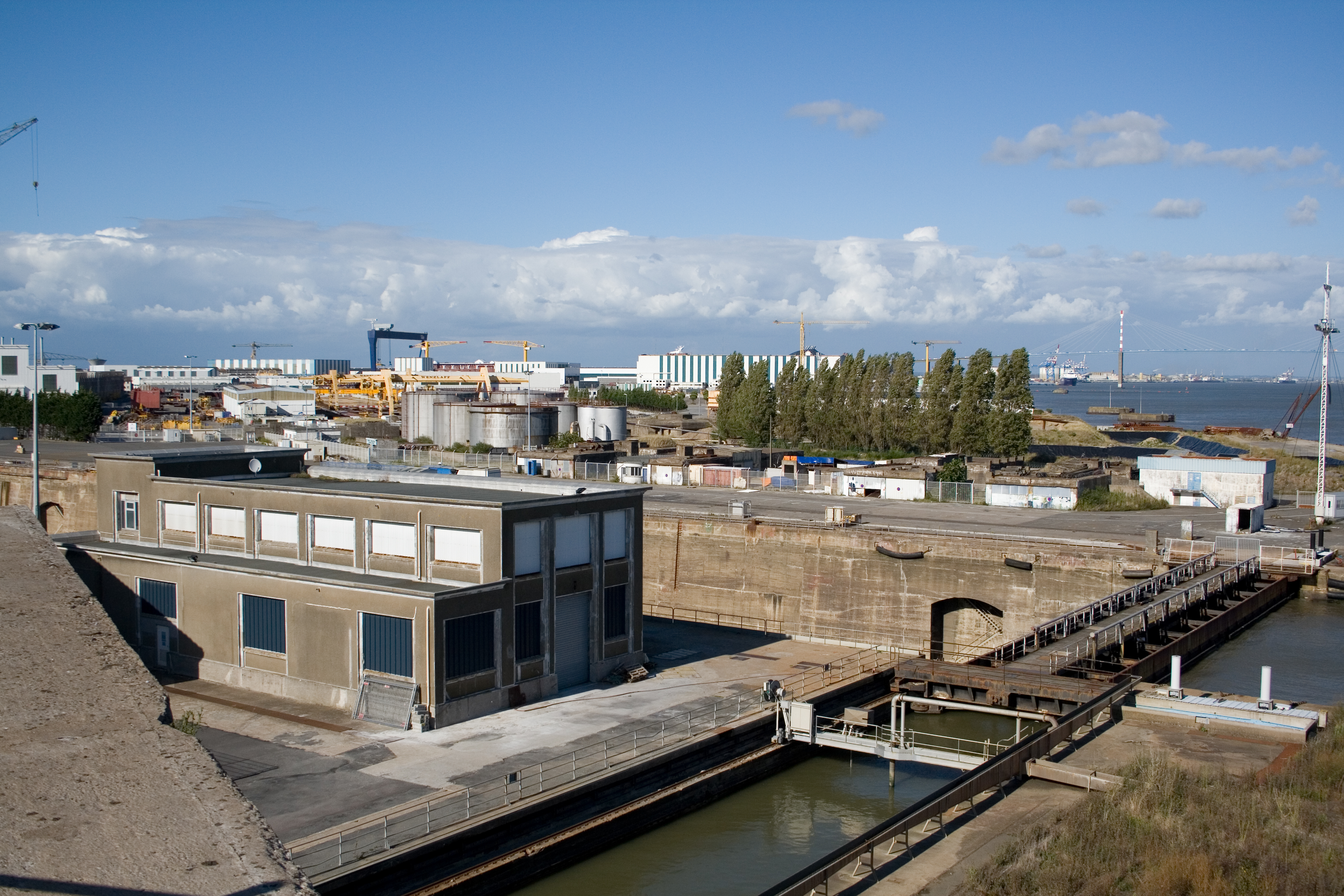
Het pomphuis aan het Droogdok-Normandiedok. Vooraan is het lange kapelgat van de schuifsluisdeuren, schuins achteraan ligt het droogdok-Normandiedok

Kapitein Ray's aanvalsgroep vernietigden de schutterspost op het dak van het pomphuis. Chants' mannen vernielden het slot van de stalen deur en daalden vervolgens de ijzeren trappen af om 12 meter onder de grond hun springladingen aan te brengen. Luitenant Chant gaf later zijn beschrijving van die hachelijke onderneming: "Mijn handen waren gewond door kleine granaatscherven en dat maakte het niet gemakkelijk om met de springladingen om te gaan, maar sergeant Dockerill bleef bij me om me te helpen, als ik door mijn verwondingen geen kans zou zien de springladingen tot ontploffing te laten brengen. Ik stuurde de rest van de groep naar boven om de mannen in de buurt te waarschuwen voor de naderende ontploffing. We renden naar buiten en gingen zo maar, onbeschermd, languit op het beton liggen. Gelukkig schoven en kropen we nog een meter of tien verder weg, want toen de ontploffing kwam, vlogen er grote blokken beton door de lucht. Toen de explosie afgelopen was, deden we de rest van onze explosieven in onze rugzakken en renden terug naar het pomphuis. We moesten het vernielingswerk nog voltooien met de vernietiging van de elektromotoren en installaties." Ze constateerden dat de elektromotoren naar beneden waren gevallen, toen de vloer werd opgeblazen. "Het enige wat we nog behoefden te doen, was een paar slagen geven met de sloophamers en de boel in brand steken." Dit was het verhaal van luitenant Stuart Chant. Luitenant Smalley en zijn groep hadden intussen het windas-station dat in de buurt lag, volledig vernield. Rond 02.00 uur kwamen de Stosstruppen van Arbeit- und Flak-Abteilung in het dokkengebied. Deze stootroepen beschoten de commando's zodat ze moesten terugtrekken tussen de pakhuizen. Ze hergroepeerden zich tussen de magazijnen en zouden uiteindelijk gedwongen worden tot overgave. Maar ze konden wegkomen en omstreeks 03.00 uur hoopten ze, onder de draaibruggen door te ontkomen en ervandoor te gaan in de stad om van daaruit naar open gebied te ontsnappen.

### Terugtocht
Ondertussen kreeg kolonel Newman gezelschap van zijn plaatsvervangende commandant-majoor Copland, die van de Campbeltown aan land was gekomen. Newman besloot vanuit zijn hoofdkwartier de groep van kapitein Roy te laten terugtrekken, die een bruggenhoofd gevormd had aan de noordkant van de verbinding tussen de Oude Ingang en het Bassin de Saint-Nazaire. Ondanks het zware spervuur zag korporaal Harrington kans de boodschap van de kolonel naar kapitein Roy over te brengen. Chant kwam met zijn groep op de Oude Pier, voor de gelijknamige ijzeren brug te staan die bestreken werd door kanonvuur vanuit een naburig huis. Hij gaf zijn mannen opdracht zich langs de onderkant van de ijzeren draaibrug voort te zwaaien, hangend aan de brug, totdat ze de overkant bereikt hadden. Ze kwamen allen heelhuids aan de overzijde. Chant schreef later: "We bereikten een paar spoorlijnen die tussen de pakhuizen door liepen en voegden ons bij andere terugtrekkende commandogroepen." Toen kwam de nare melding van kolonel Newman:" We zullen naar huis moeten lopen, alle boten zijn vernield of teruggekeerd !"
Er waren ong. 70 officieren en manschappen bijeen gebracht bij Newmans groep, waarvan de helft van hen gewond waren. Newman hield een korte bespreking met zijn overgebleven officieren waarvan sommigen voorstelden om sleepboten te kapen en te trachten over de rivier te ontsnappen. "Een ander plan," schreef Chant, "...was de kade te volgen en stroomafwaarts te waden of te zwemmen, tot we de Duitse verdedigers kwijt waren. Kolonel Newman besliste echter dat we het beste terug konden keren tussen de pakhuizen door, tot we de brug bereikten."

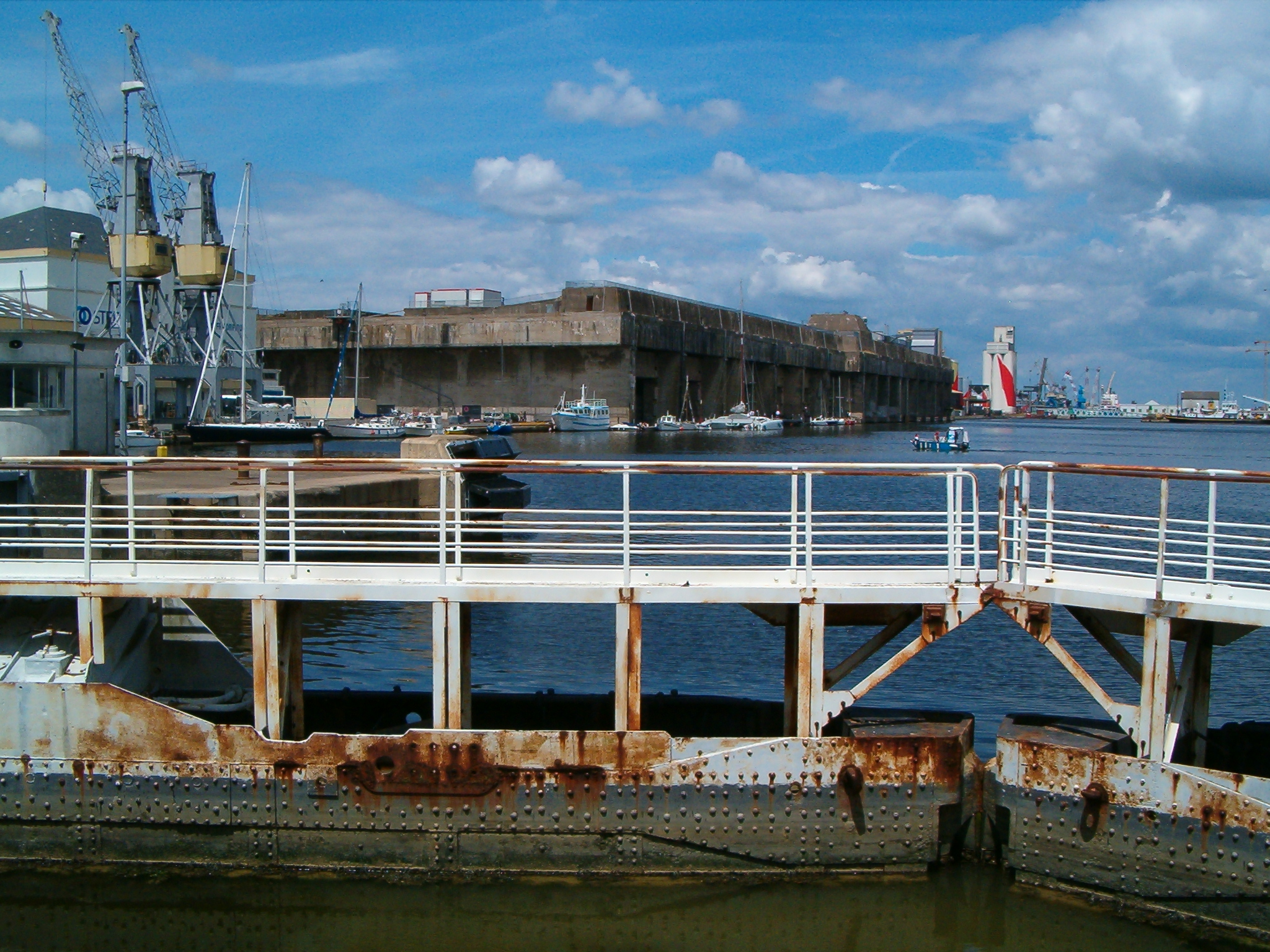
De U-bootbunkers en het Bassin de Saint-Nazaire, gezien vanaf de hefbrug en de binnensluisdeuren van de Zuidelijke sluis.

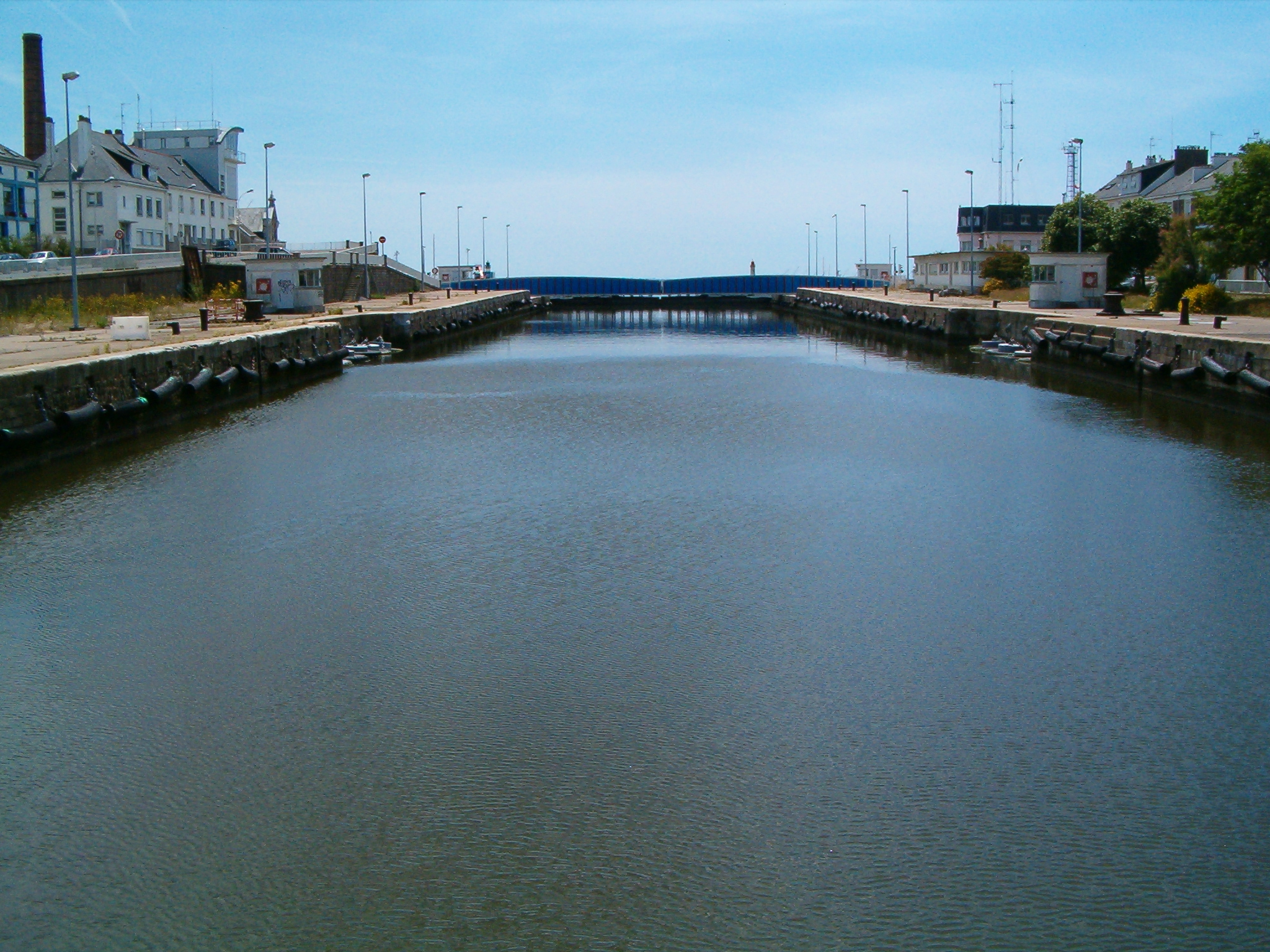
Zicht op de Zuidelijke sluis met op de achtergrond de dubbele draaibruggen, de buitensluisdeuren en de Avant-Port. Links is de Oude Stad

Het was de bedoeling van de kolonel dat de overlevenden kleine groepjes zouden vormen en zo zouden trachten de Spaanse grens te bereiken. Hij beval hun, zich alleen over te geven als ze geen munitie meer hadden en zich niet over te geven, als dat niet dringend noodzakelijk was. Voorafgegaan door kapitein Roy en een aanvalsgroep gingen ze op weg waar ze de zuidkant van het Bassin de Saint-Nazaire bereikten, tegenover de 14 U-bootbunkers, waarvan er sommige nog in aanbouw waren. Daar werd luitenant Chant nog eens verwond aan zijn knie door een afketsende kogel. Hij werd gedragen door zijn mannen, maar een eind verder beval hij zijn mannen hem achter te laten, omdat hij hen toch maar ophield. Chant zag en hoorde dat de Duitsers vanop de gebouwen op de vluchtende commando's schoten toen die zuidwaarts renden richting de Oude Stad en bereikten daarmee de Place de la Vieille Ville en stootten toen door, zuidwaarts de stad in, onder voortdurend Duitse beschieting.
Na verloop van tijd vonden Newman en 20 commando's een schuilkelder en besloten daar te blijven tot de volgende avond; dan zouden ze proberen per twee man tegelijk het open veld te bereiken. Enige tijd later vond een Duitse patrouille hen en namen hen krijgsgevangen. Kolonel Newman en zijn mannen werden naar het Duitse hoofdkwartier gebracht en vandaar met vrachtwagens naar een cafélokaal in La Baule, waar alle gevangenen verzameld werden. Chant had eveneens een schuilplaats gevonden en kreeg iets later gezelschap van een soldaat uit een andere groep. Ze werden beiden later door drie SS-soldaten gevonden en uit hun schuilplaats geschreeuwd. De soldaat kwam uit de schuilplaats met zijn handen boven het hoofd ten teken van overgave, maar dit kon de man niet redden... De soldaat werd ter plaatse, van op een meter afstand, door de drie SS'ers tegelijkertijd door het hoofd geschoten... Ze zagen dat Chant gewond was en droegen hem buiten naar het café waar nog meer gewonde commando's lagen. Luitenant Stuart Chant had geluk gehad, ondanks zijn verwondingen...

### Gevecht met de schepen
De groepen die geland waren vanaf HMS Campbeltown waren met hun ML's zwaar beschoten toen ze naar de wal voeren. De bakboordcolonne moesten hun manschappen aan land zetten op de Oude Pier. Slechts één ervan werd vernietigd of onbruikbaar geschoten en slechts een handvol commando's bereikten de oeverkaden. Luitenant-ter-zee Henderson zag geen kans de ML 306 aan de Oude Pier te meren en zette daarna koers naar de Oude Ingang. Daar slaagde hij evenmin om zijn commando's aan land te zetten en maakte rechtsomkeer. Enkele kilometers verder en omstreeks 05.30 uur, leverde hij een ongelijke strijd met de Duitse torpedomotorboot Jaguar, de E-boot van F. K. Paul. Sergeant T. F. Durrant, die een dubbelloops Lewis-mitrailleur bediende, bleef doorvuren, ondanks dat hij 16 maal verwond werd, totdat hij dodelijk gewond over zijn mitrailleur neerviel. Toen de commandant van de ML 306 eveneens sneuvelde, was vrijwel iedereen van de 28 man aan boord, dood of gewond. Daarna moesten ze zich overgeven na bijna een uur hevige strijd. Sergeant Durrant werd postuum geëerd met het Victoria Cross, jegens aanbeveling door Kapitänleutnant zur See F. K. Paul zelf - de Duitse officier en bevelhebber van de Jaguar.
Van de stuurboordcolonne slaagde alleen de ML 177 erin zijn commando's aan land te droppen. TSM Haines landde aan de Oude Ingang en leverde gedurende de gehele operatie 'uitstekend werk'. Een aantal commando's slaagden erin om naar de wal te zwemmen vanaf verlaten boten, echter zonder hun wapens. Drie andere ML's, de 156, 270 en 446 en de MGB (motorkanonneerboot), waarop het dek glibberig was van het bloed, bereikten het rendez-vouspunt met HMS Atherstone, die enkele mijlen buiten de Loiremonding patrouilleerde en de wacht hield tegen mogelijke aanvallen vanuit de zeezijde.
HMS Tynedale had intussen een onbesliste strijd gevoerd met vijf Duitse E-boten of ook S-boten (Schnellboote), en werd daarbij twee keer getroffen. De bemanning van de ML 156 en de gewonden van MGB 314 werden naar de HMS Atherstone overgebracht, terwijl die van de ML's 270 en 446 aan boord van HMS Tynedale werden overgeplaatst. De beide oorlogsbodems keerden, begeleid door vliegtuigen van Coastal Command, behouden terug naar Falmouth. De ML's 160, 307 en 443, onder bevel van luitenant-ter-zee Platt slaagden er eveneens in om op eigen kracht huiswaarts te keren. Ze haalden nog een Duitse Messerschmitt neer. Toen de dag aanbrak op 29 maart 1942, na de bewogen bloedige nacht in Saint-Nazaire, zat de oude HMS Campbeltown nog altijd muurvast op de vernielde caissonsluisdeur van het droogdok-Normandiedok. De Duitsers kwamen massaal toekijken hoe de torpedojager daar lag met zijn verhakkelde voorschip door het rammen van de sluisdeur. Omstreeks het middaguur waren ongeveer 40 Duitse officieren aan boord van de Britse torpedojager voor onderzoek en ongeveer 400 nieuwsgierigen op de beide kademuren van het droogdok. Ondertussen hadden de Duitsers de stad omstreeks 10.00 uur op 29 maart omsingeld zodat de overgebleven commando's krijgsgevangen gemaakt of gedood werden. Ze werden allen samengebracht in een cafélokaal in La Baule.
Vooraleer ze werden weggevoerd defileerden de gevangengenomen commando's langs enkele bars waar hun gesneuvelde kameraden onder de Britse vlag bedekt lagen. Op de begrafenis werden de Britse gevangenen gegroet door Duitse hoge marineofficieren als blijk van eerbied voor hun stoutmoedige aanval. Zo'n 214 man waren krijgsgevangen en werden later naar het krijgsgevangenkamp Stalag 133 gestuurd. Vijf commando's konden ontsnappen aan gevangenneming en vluchten later naar Gibraltar. Van de Britse strijdmacht werden 169 man gedood. De Duitsers hadden 42 gesneuvelden en 127 gewonden in de nachtelijke strijd te betreuren.

### Explosie
De springladingen aan boord van HMS Campbeltown, die nog altijd muurvast lag in het droogdok op de sluisdeur, zouden volgens timing rond 09.00 uur moeten afgaan. Ondertussen onderzochten de Duitsers het schip en slaagden er niet in om de verborgen explosieve springladingen te vinden. Toen explodeerde de ondermijnde HMS Campbeltown, omstreeks 10.35 uur met het gevolg van vele Duitse doden en gewonden. Ongeveer 250 militairen en burgers in de onmiddellijke omgeving werden door de rondvliegende brokstukken gedood of verwond. De reden voor de late ontsteking die de explosie veroorzaakten, was het feit dat de Britten 'potlood'-detonatoren hadden gebruikt. Door het gebruiken van deze 'potlood'-detonatoren alleen, gaven ze bij benadering een tijdsduurvertraging op.
Er volgden nog verscheidene ontploffingen op 30 maart, omstreeks 16.30 uur en 17.30 uur toen er torpedo's met vertraagde ontstekingswerking, die door de MTB 74 waren gelanceerd doorheen de Oude Ingang, ontploften in het Bassin de Saint-Nazaire. Deze verlate explosies veroorzaakten paniek bij het Duitse garnizoen. Dit leidde tot verwarring en verdachtmaking tegenover de Franse burgerbevolking omdat de Duitsers dachten, met het Frans Verzet te doen te hebben, waarop ze op Franse burgers schoten. 16 Franse burgers werden gedood in het uitgelokte kruisspervuur en ongeveer 30 Fransen werden gewond. Later werden ongeveer 1.500 Franse burgers gearresteerd en weggevoerd naar een interneringskamp in Savenay. In de totale operatie werden ongeveer 400 Duitsers gedood.

### Tot slot
Er werd beweerd dat de Duitsers toen wel 300 Franse havenarbeiders hebben doodgeschoten, zelfs leden van hun eigen Organisation Todt. De Commando's hadden 169 gesneuvelde officieren en militairen en 214 waren van hen waren krijgsgevangenen genomen. 22 commando's konden nog ontsnappen met het restant van het flottielje naar Groot-Brittannië en vijf van hen, die achtergelaten waren, slaagden erin via Spanje naar Engeland terug te keren. Dat waren korporaal Wheeler, de korporaals Douglas, Howard en Sims en soldaat Harding. Hun succes, doorzettingsvermogen en initiatief dankten ze aan hun commando-opleiding.
Ondanks het groot aantal Britse slachtoffers werd de raid op Saint-Nazaire tot de meest succesvolle gerekend: de dokken werden ernstig beschadigd en de overige waren nog onbruikbaar tot in de loop van 1947.

### Nalatenschap

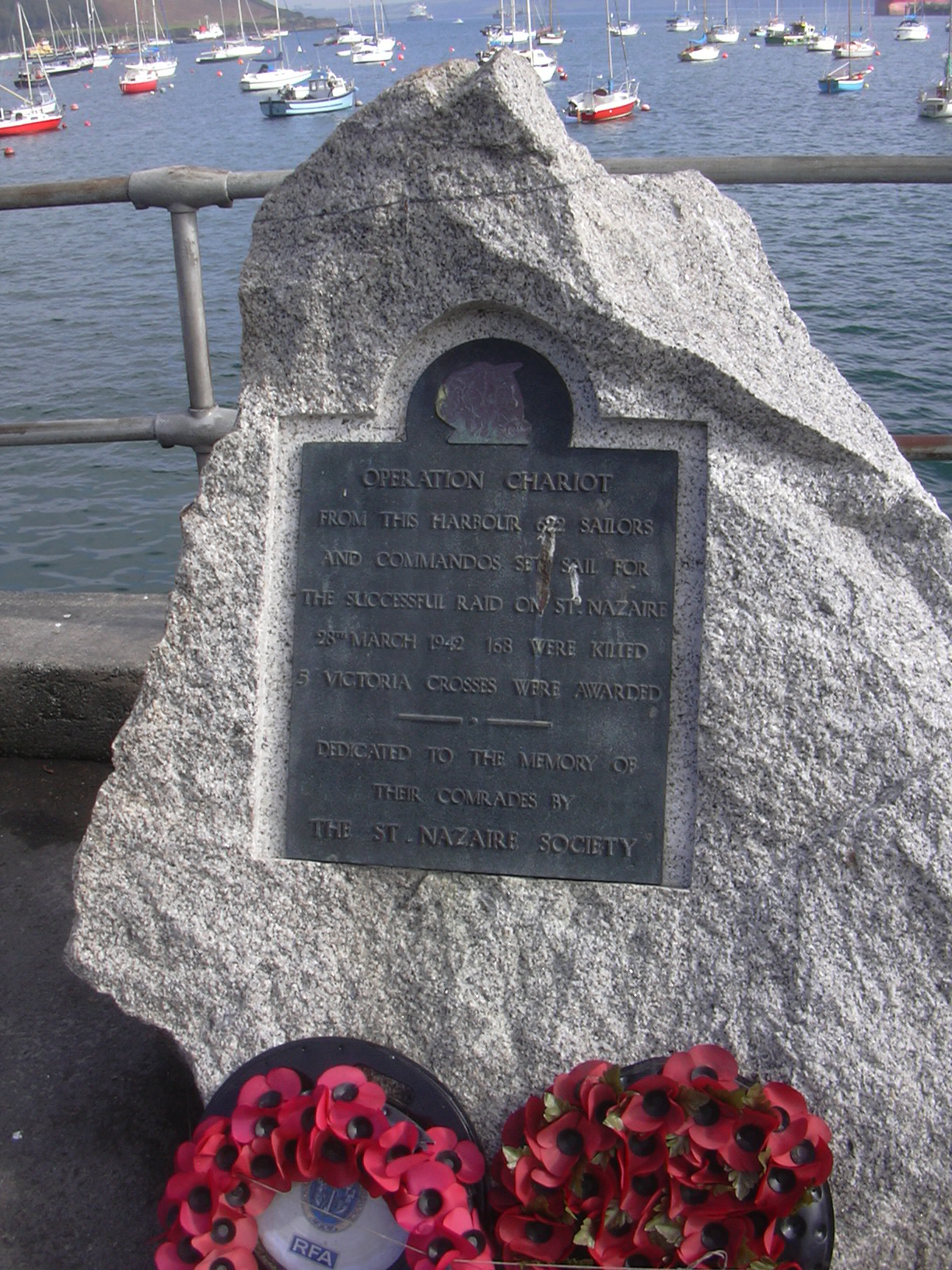
Het monument in Falmouth, Groot-Brittannië, ter nagedachtenis van de gesneuvelden en de Raid op Saint-Nazaire

Een herdenkingsmonument werd neergezet aan de havenzijde in Falmouth met de inscriptie:
- "OPERATION CHARIOT" - "From this harbour 622 sailors and commandos set sail for the successful raid on St. Nazaire 28th March 1942 168 were killed 5 Victoria Crosses were awarded" — · — "Dedicated to the memory of their comrades by the St. Nazaire Society"